# NFN Open & Bloot
NFN Open & Bloot (tot 2020: Naturisten Federatie Nederland, daarvoor Nederlandse Federatie van Naturistenverenigingen, afgekort NFN) is sinds 26 februari 1961 de belangenorganisatie voor naaktrecreatie in Nederland. De organisatie zet zich in om blootrecreatie in Nederland maatschappelijk beter geaccepteerd te krijgen. 

## Activiteiten
Sinds haar oprichting in 1961, door een samenwerking van Zon en Leven met de Lichtbonden, is de NFN (toen nog de Nederlandse Federatie van Naturistenverenigingen) de belangenorganisatie voor naaktrecreanten en het kenniscentrum voor naaktrecreatie in Nederland.
In Nederland zijn ruim 80 plaatselijke naturistenverenigingen, die vaak een eigen terrein hebben, aangesloten bij NFN. De oudste is de in 1946 opgerichte vereniging Zon en Leven, de grootste daarentegen de in 1955 opgerichte Belgisch-Nederlandse vereniging Athena. Tussen 1975 en 2005 groeide het ledenaantal van de NFN van 6500 naar 72.000.
NFN beijvert zich voor naturisme op openbare stranden, zowel aan de kust als aan meren in het binnenland. Zo werd in 1973 het eerste openbare, officieel naaktstrand aangewezen, in Callantsoog, nadat een proefproces was gewonnen. Vanaf eind jaren 70 lobbyde de NFN in politiek Den Haag voor een legalisatie van naaktstranden. Tot dan toe wezen sommige gemeentes (zoals Callantsoog, Den Haag, Zandvoort) een naaktstrand aan, maar veruit de meeste verboden naaktrecreatie. Sinds de wetgeving in 1986, is naaktrecreatie in Nederland toegestaan op iedere plek die daarvoor door de gemeente is aangewezen of die daar redelijkerwijs geschikt voor is (artikel 430a Wetboek van Strafrecht). Nederland was hierdoor het eerste land ter wereld dat naaktrecreatie in de wet had geregeld. Veel gemeentebesturen stellen zich op achter het standpunt dat ze geen geschikte plaats voor naaktrecreatie kunnen aanwijzen binnen de grenzen van hun gemeente. NFN heeft eraan meegewerkt dat niet-seksuele naaktrecreatie in het openbaar op geschikte plaatsen in Nederland niet strafbaar is en dat gemeentebesturen dergelijke recreatie niet zonder meer kunnen blokkeren.
Sinds 2017 richt de organisatie zich steeds meer ook op niet-leden en introduceerde het merk "BlootGewoon!". In dit kader verscheen najaar 2017 de eerste editie van het magazine Bloot! (tegenwoordig: BlootGewoon!). Het magazine is bedoeld voor iedereen die interesse heeft in naaktrecreatie. Het was voor het eerst in de geschiedenis van de Nederlandse naaktrecreatie dat een tijdschrift voor de doelgroep in de winkel verkrijgbaar was en niet uitsluitend werd toegezonden aan leden.
Wie geen lid is van een naturistenvereniging, kan ook rechtstreeks lid van NFN Open & Bloot worden. Leden ontvangen enkele keren per jaar het blad UIT! (tot 2007 Naturisme) en BlootGewoon! en jaarlijks een INF-kaart van de internationale naturistenfederatie die vereist is voor het bezoek aan sommige naturistenterreinen in binnen- en buitenland.

## Prettig Bloot
Prettig Bloot is een keurmerk van de NFN. Deze geeft een indicatie aan Nederlandse terreinen en organisaties met kernwaarden als veiligheid, vrijheid, respect, openheid en gastvrijheid. Het protocol voor de gedragscode is er om zowel gluren als verder ongewenst gedrag te voorkomen.

## Jongeren
NFN heeft voor jongeren sinds 2017 de tak NFN-Jongeren. Deze tak wordt in 2022/2023 opnieuw vorm gegeven. Voorheen heette deze de "JNFN", opgericht in 1963.